# José Estevens
José Fernandes Estevens (Altura, Castro Marim, 1956 - Faro, 23 de maio de 2023), foi um autarca e advogado Português.

## Biografia
Nasceu em 1956, na localidade de Altura, no concelho de Castro Marim.
A sua profissão principal foi como advogado, tendo igualmente exercido como professor.
Ocupou durante cerca de dezasseis anos o posto de presidente da Câmara Municipal de Castro Marim, entre 1998 e 2013, tendo sido eleito pelo Partido Social Democrata. Por ter atingido o limite legal para o número de mandatos consecutivos, não se pôde recandidatar em 2013, tendo sido sucedido por Francisco Amaral, igualmente do Partido Social Democrata. Tentou assim candidatar-se à Câmara Municipal de Tavira, tendo perdido para Jorge Botelho, do Partido Socialista.
Durante o seu mandato, uma das obras mais destacadas foi o núcleo museológico da Casa de Odeleite, tendo José Estevens referido que aquela estrutura veio «criar um polo de desenvolvimento» que iria «aglutinar várias funções, no propósito de dar a conhecer e promover o interior raiano do concelho», como «dar a conhecer um pouco da história da casa, da aldeia, das gentes serranas e, ao mesmo tempo, estimular a descoberta do território na sua variedade e riqueza.».
Em 2017, procurou recandidatar-se ao município de Castro Marim pelo Partido Social Democrata, mas a Comissão Política Nacional aprovou em vez disso a recandidatura de Francisco Amaral. Assim, abandonou o partido e concorreu como independente, como parte do Movimento Castro Marim Primeiro, embora tenha sido derrotado por Francisco Amaral.
Faleceu em 23 de Maio de 2023, aos 67 anos de idade, no Hospital de Faro. O velório teve lugar na povoação de Altura, tendo o corpo sido depositado no Cemitério de Castro Marim. A autarquia de Castro Marim decretou dois dias luto municipal, e emitiu uma nota de pesar, onde mencionou que «No seu legado de 16 anos na presidência da Câmara Municipal de Castro Marim, destaca-se o seu sentido de serviço público, dedicação e obra em prol da comunidade castromarinense». A delegação do Algarve do Partido Social Democrata também lamentou a sua morte, tendo-o classificado como um «exemplar servidor público», que cumpriu as suas funções «com indiscutível competência, sempre dedicado às causas do desenvolvimento local e regional e empenhado no sucesso daqueles que representava».  Acrescentou ainda que deixou «muitos legados do seu dinamismo e do seu espírito criativo e inovador no Município de Castro Marim».